# António dos Santos (bispo)
António dos Santos (Quintã, Vagos, 14 de abril de 1932 - Guarda, 26 de março de 2018) foi bispo e posteriormente bispo-emérito da Guarda. 

## Biografia
Nascido em Vagos, no distrito de Aveiro, foi ordenado sacerdote em 1 de julho de 1956, em Albergaria-a-Velha. Exerceu funções em Aveiro e foi pároco em Ílhavo antes de ser ordenado bispo, em 7 de abril de 1976, em cerimónia realizada no pavilhão municipal de Ílhavo. 
Entre 1976 e 1979 exerceu as funções de bispo auxiliar na Diocese de Aveiro. Em 17 de novembro de 1979 foi nomeado bispo da Guarda, mantendo-se em actividade até 1 de Dezembro de 2005, altura em que resignou por motivos de saúde, sendo substituído por D. Manuel Felício.
Faleceu na cidade da Guarda, em 26 de março de 2018.